# Blaker (przystanek kolejowy)
Blaker – kolejowy przystanek osobowy w Blaker, w regionie Akershus w Norwegii, jest oddalony od Oslo Sentralstasjon o 41,98 km. Jest położony na wysokości 114,3 m n.p.m.

## Ruch pasażerski
Leży na linii Kongsvingerbanen. Jest elementem kolei aglomeracyjnej w Oslo - w systemie SKM ma numer 460. Obsługuje Oslo Sentralstasjon, Årnes i Kongsvinger. Pociągi odjeżdżają co pół godziny w szczycie i co godzinę poza godzinami szczytu; część pociągów nie zatrzymuje się na wszystkich stacjach. 

## Obsługa pasażerów
Wiata, parking na 25 miejsc, parking rowerowy. Odprawa podróżnych odbywa siłę w pociągu.